# Danmarks ambassadører i Norge
Dette er en liste over Danmarks gesandter og ambassadører i Norge.
Danmark etablerede gesandtskab i Oslo (dengang Christiania), da unionen mellem Norge og Sverige blev opløst i 1905. Efter 2. verdenskrig blev gesandtskabet opgraderet til ambassade (se Danmarks ambassade i Oslo).
- 1905-1910: Henrik Grevenkop-Castenskiold
- 1910-1919: Otto Krag
- 1919-1928: J.C.W. Kruse
- 1928-1932: Andreas Oldenburg
- 1932-1939: Henrik Kauffmann
- 1939-1949: Oscar O'Neill Oxholm

Efter det tyske angreb på Norge den 9. april 1940 fulgte gesandt Oxholm med Norges konge og regering ved tilbagetrækningen til Nordnorge. Da kongen og regeringen begav sig til England, rejste Oxholm efter aftale med den norske regering via Finland til København. I Oslo omdannedes gesandtskabet efter tysk krav til Danmarks konsulære repræsentation i Norge, fra november 1940 ledet af generalkonsul H.H. Schrøder, indtil Oxholm efter krigens afslutning kunne vende tilbage.
- 1949-1956: Mathias Wassard
- 1956-1959: Hans Jakob Hansen
- 1959-1962: Alex Mørch
- 1962-1965: Torben Rønne
- 1965-1968: John Knox
- 1968-1971: Eggert Adam Knuth
- 1971-1973: Aage Hessellund Jensen
- 1974-1979: Hans Erik Trane
- 1979-1980: Sven Ebbesen
- 1980-1985: Troels Oldenburg
- 1986-1992: Hans Tabor
- 1992-1996: Hans Henrik Bruun
- 1996-2001: Ib Ritto Andreasen
- 2001-2005: Sten Lilholt
- 2005-2010: Theis Truelsen
- 2010-2013: Hugo Østergaard-Andersen
- 2013-2017: Torben Brylle
- 2017-2021: Jarl Frijs-Madsen
- 2021-0000: Louise Bang Jespersen